# German Bowl XXX
German Bowl XXX war die 30. Ausgabe des Endspiels der höchsten deutschen Footballliga German Football League (GFL). Am 27. September 2008 standen sich die Kiel Baltic Hurricanes und die Braunschweig Lions in der Commerzbank-Arena in Frankfurt am Main gegenüber. Sieger des German Bowls waren die Braunschweig Lions bei einem Endstand von 20:14. Zum Most Valuable Player wurde Michael Andrew gewählt.

## Scoreboard
| Braunschweig Lions | Kiel Baltic Hurricanes | Team                   | Spielzug                                                                              |
| ------------------ | ---------------------- | ---------------------- | ------------------------------------------------------------------------------------- |
| 1. Quarter         |                        |                        |                                                                                       |
| 7                  | 0                      | Braunschweig Lions     | 55-Yard-Touchdown-Lauf von J. Johnson (PAT durch Steffen Dölger gut)                  |
| 2. Quarter         |                        |                        |                                                                                       |
| 7                  | 7                      | Kiel Baltic Hurricanes | 33-Yard-Touchdown-Pass von Adrian Rainbow auf Brandon Langston (PAT Matthias Eck gut) |
| 3. Quarter         |                        |                        |                                                                                       |
| 14                 | 7                      | Braunschweig Lions     | 29-Yard-Touchdown-Lauf von Michael Andrew (PAT durch Steffen Dölger gut)              |
| 4. Quarter         |                        |                        |                                                                                       |
| 14                 | 14                     | Kiel Baltic Hurricanes | 33-Yard-Touchdown-Lauf von Adrian Rainbow (PAT Matthias Eck gut)                      |
| 20                 | 14                     | Braunschweig Lions     | 3-Yard-Touchdown-Lauf von Michael Andrew (PAT durch Steffen Dölger nicht gut)         |